# جورجتاون (كولورادو)
جورجتاون (بالإنجليزية: Georgetown, Colorado)‏ هي بلدة تقع في مقاطعة كلير كريك، كولورادو بولاية كولورادو في الولايات المتحدة. تأسست عام 1859، تبلغ مساحتها 2.7 (كم²)، وترتفع عن سطح البحر 2600 م، بلغ عدد سكانها 1088 نسمة في عام 2000 حسب إحصاء مكتب تعداد الولايات المتحدة وتصل الكثافة السكانية فيها 403 نسمة/كم2.

## أعلام
- آرثر هويت

## وصلات خارجية
- Town of Georgetown
- The US50 - Cities and Towns in Colorado State
- Colorado Cities and Towns, Facts, Map, Flag, Colleges, Government, and More